# یاتاکول
یاتاکول (به لاتین: Yattakule) یک منطقهٔ مسکونی در سری‌لانکا است که در استان مرکزی (سری‌لانکا) واقع شده‌است.